# كورنيليس باكر
كورنيليس باكر (بالهولندية: Cornelis Jan Bakker)‏ هو أستاذ جامعي وفيزيائي هولندي، ولد في 11 مارس 1904 في أمستردام في هولندا، وتوفي في 23 أبريل 1960 في نيويورك في الولايات المتحدة.